# 中国のアイドル

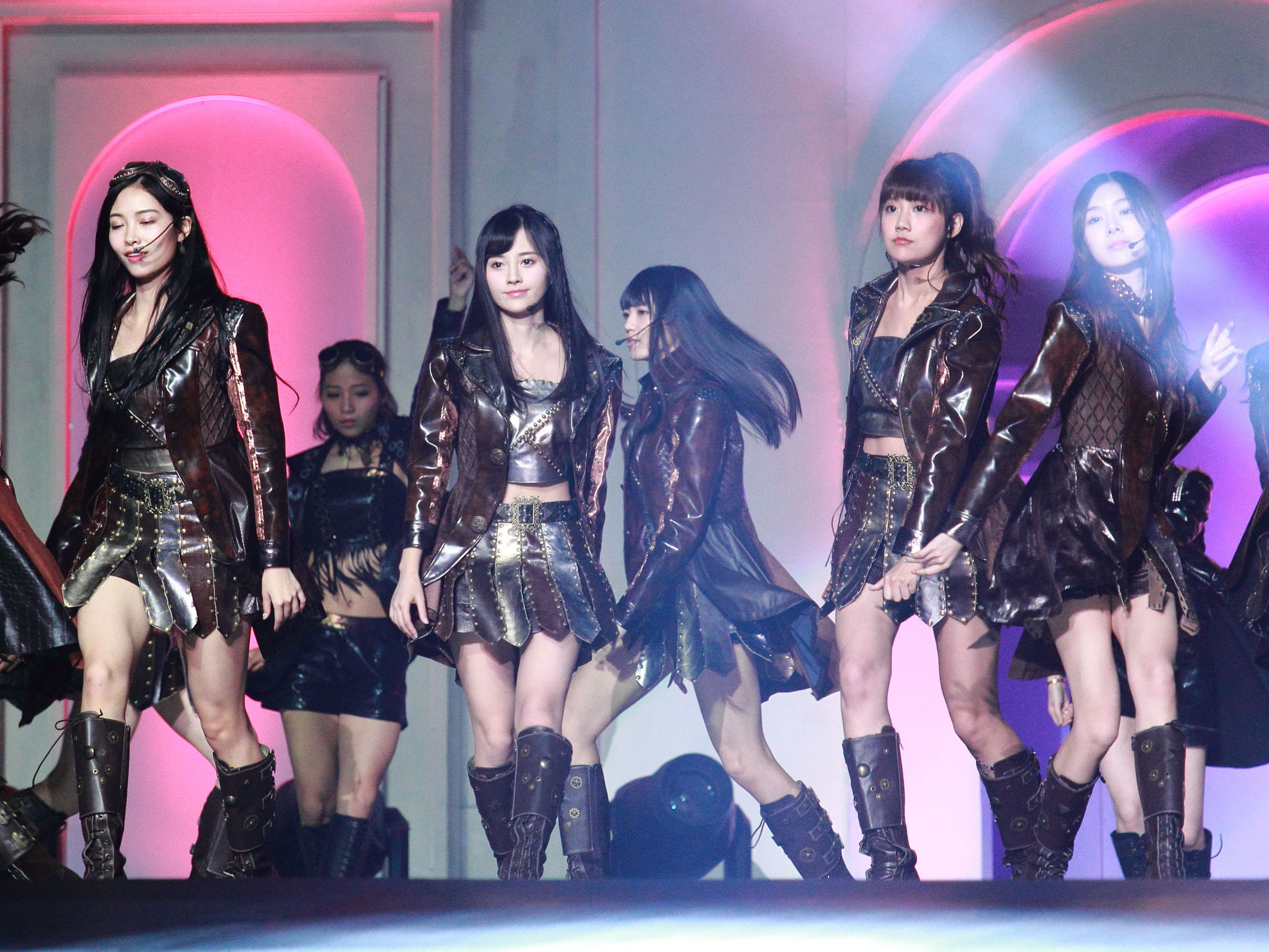
SNH48、最も人気のある中国のアイドルグループの1つ。

中国のアイドルでは、中国で活動するアイドルについて概説する。
中国の音楽業界は、アイドルやアイドルグループ、エンターテイナーがイメージ、魅力のために製造および販売される傾向が高まっている。アイドルは主に歌手(グループのメンバーとして、またはソロアクトとして)だが、演技、ダンス、モデリングなどの他の役割でも訓練されている。他の有名人とは異なり、アイドルは、慎重にキュレーションされたパブリックイメージとソーシャルメディアの存在感を維持しながら、タレントエージェンシーによる商品や推薦を通じて宣伝され、コンサートやミートアップを通じて熱狂的なファンベースとの強い感情的なつながりを維持する。

## 中国のアイドルの歴史
2010年代には、SNH48などの日本型アイドルグループやTFBoysなどのボーイアイドル、ナインパーセント、R1SE、INTO1などのK-POPスタイルのアイドルグループの人気が高まった。Exo-M、SJ-M、T-araなどの韓国のアイドルグループも、中国での公演を通じてより多くの聴衆にリーチした。
その後、多数のアイドルグループがデビューし、メディアがアイドルの時代と呼んだものが始まった。1月27日、SNH48の一部のメンバーは、CCTVニューイヤーガラ2017で、ココリーとJJリンとのセグメント中にバックアップダンサーとして演奏した。これは、アイドルグループが中国の主要なイベントに初めて登場したことだった。

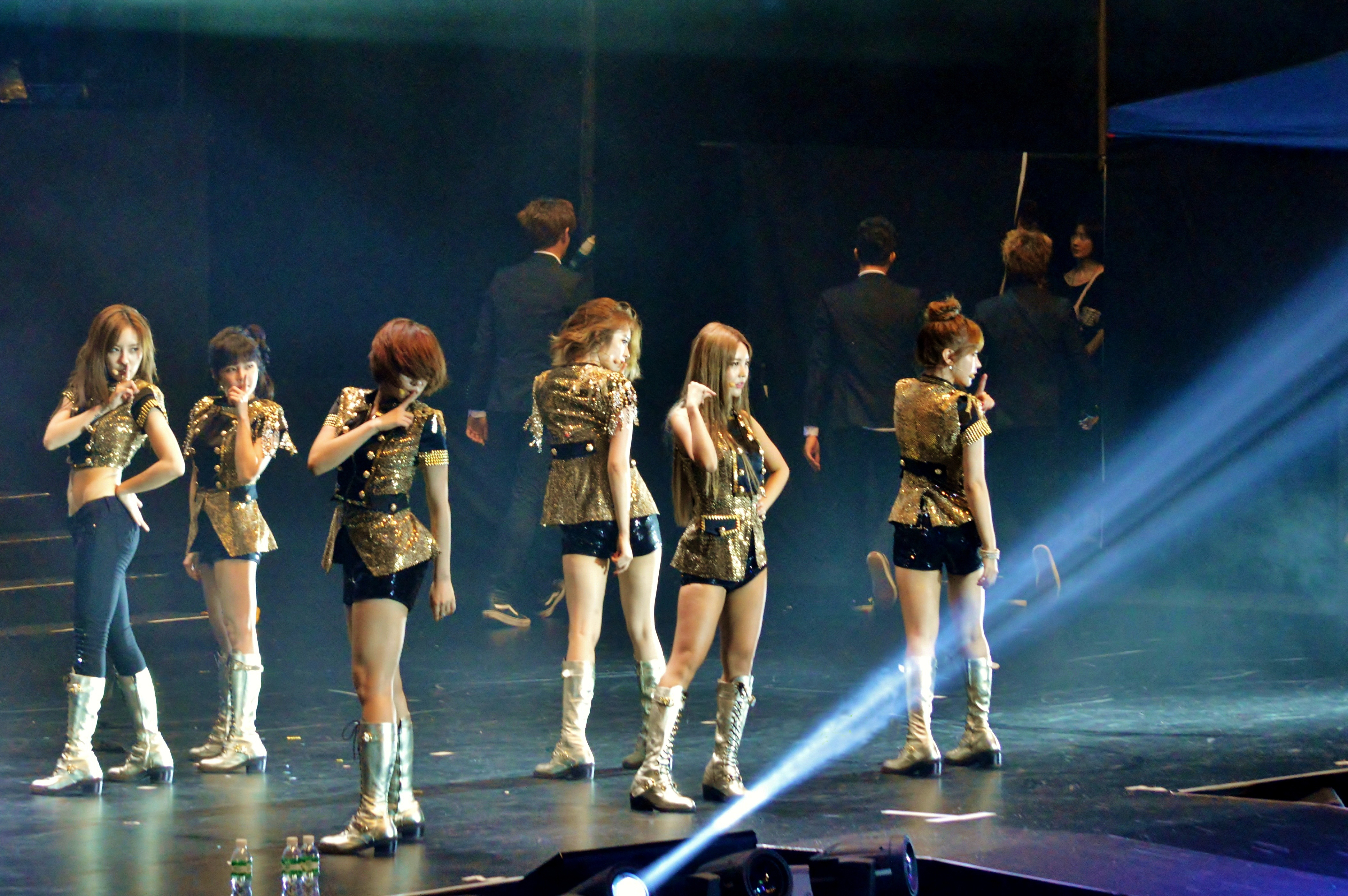
香港で演奏するT-ara。

### アイドル公開オーディション番組
中国でのスーパーガールTVシリーズの成功に続いて、中国ではアイドル公開オーディション番組市場があった。2018年には、偶像練習生や創造101チャイナなど、多くのアイドルサバイバルショーがあり、NINE PERCENTとROCKET GIRLS101がデビューした。 青春有你（偶像練習生）シーズン1と創造営2019は2019年に登場した。
中国のエンターテインメントでかなりの存在感を持っている2つの主要なブランドがある。彼らはIQIYIの青春有你であり、テンセントの創造101中国です。
2021年9月2日、中国国家電視局はリアリティタレント番組を禁止しました。大人気のアイドルタレントショー「青春有你3」が2021年5月に放映された後の論争に関連するすべて